# Juliana Imai
Juliana Imai Vilas-Boas (Cruzeiro do Oeste, 27 de fevereiro de 1985) é uma modelo brasileira.
Descendente de portugueses do lado paterno e de japoneses do lado materno, Juliana Imai é a mais famosa pessoa ainoco do Brasil[carece de fontes?] e é uma das modelos brasileiras mais requisitadas da atualidade. Juliana começou a trabalhar como modelo 1998 aos 13 anos de idade. Fez trabalhos para Dior, Gucci, Dolce & Gabbana e Vogue Paris.  Em maio de 2007, foi anunciada sua contratação como a mais nova angel da Victoria's Secret, substituindo a top Gisele Bündchen.
Juliana Imai tem um filho chamado Riccardo Imai Ciaccio, vive em Dois Vizinhos, Paraná.